# キルギス共和国日本人材開発センター
キルギス共和国日本人材開発センター（キルギスきょうわこくにほんじんざいかいはつセンター）は、天然資源に恵まれない状況下で経済発展を果たした日本の経営ノウハウを中心に、実践的なビジネスマネジメントのノウハウを提供している。また、社会人対象の日本語コースも開講している。